# 托维亚河畔巴尼奥斯
托维亚河畔巴尼奥斯，是西班牙拉里奥哈自治区的一个市镇。总面积18平方公里，总人口1748人（2001年），人口密度97人/平方公里。